# Temporada 1961-1962 del Liceu
La temporada 1961-1962 va comptar amb molts noms importants: Renata Scotto (que debutava al Liceu), Piero Cappuccilli, Franco Corelli -en la seva única aparició al Liceu-, Fiorenza Cossotto, Gabriel Bacquier, Joan Sutherland, Giuseppe Di Stefano, etc. i també amb l'estrena mundial, en versió de concert, de l′Atlàntida, de Falla i les primeres actuacions al Liceu de Montserrat Caballé, que es convertiria en una figura cabdal en el desenvolupament de les temporades que van seguir, fins i tot en els moments de major dificultat en la vida econòmica del teatre, i del primer paper secundari de Jaume Aragall a Lucia di Lammermoor.
Al mes de gener va tenir el que es va anomenar cicle alemany amb la representació d′Arabella, Les alegres comares de Windsor, Don Giovanni, Der Freischütz i Els mestres cantaires.
| Temporada 1961-1962 del Liceu  |                         |                        |                   | |                  |                            |
| Òpera                          | Compositor              | Director musical       | Director d'escena | Papers principals | Producció        | Dates                      |
| La traviata                    | Giuseppe Verdi          | Mario Parenti          | Domenico Messina  | Renata Scotto, Luciano Saldari, Piero Cappuccilli |                  | 3 al 12 de novembre        |
| Tosca                          | Giacomo Puccini         | Manno Wolf-Ferrari     | Domenico Messina  | Luisa Maragliano, Franco Corelli, Piero Cappuccilli, Gino Calo, Romualdo Claverol |                  | 4 al 9 de novembre         |
| La Cenerentola                 | Gioacchino Rossini      | Mario Parenti          | Domenico Messina  | Fiorenza Cossotto, Giuseppe Baratti, Paolo Pedani, Ivo Vinco |                  | 5 de novembre              |
| La Gioconda                    | Amilcare Ponchielli     | Manno Wolf-Ferrari     | Domenico Messina  | Fiorenza Cossotto, Caterina Mancini, Montserrat Aparici, Flaviano Labo, Dino Dondi, Ivo Vinco |                  | 16 de novembre             |
| Atlàntida                      | Manuel de Falla         | Eduard Toldrà          | Versió de concert | Victòria dels Àngels, Raimon Torres |                  | 24 de novembre             |
| Un ballo in maschera           | Giuseppe Verdi          | Manno Wolf-Ferrari     | Arsenio Giunta    | Giuseppe Di Stefano, Dino Dondi/Carlo Meliciani (8 desembre), Marcella Pobbe, Rena Garazioti, Lolita Torrentó, Joan Rico, Julio Catania, Gino Calò, Dídac Monjo                                               |                  | 30 novembre; 2, 8 desembre |
| Cavalleria rusticana           | Pietro Mascagni         | Gianfranco Rivoli      | Arsenio Giunta    | Margarita Casals-Mantovani (Margarida Elias i Casals), Laura Zanini, Maria Fàbregas, Rino Lo Cicero, Pau Vidal i Guinovart                                                                                    |                  | 5 de desembre              |
| I pagliacci                    | Ruggero Leoncavallo     | Gianfranco Rivoli      | Arsenio Giunta    | Cario Meliciani, Angelo Lo Forese, Lina Bicharte, Agustín Morales, Joan Lloveras |                  | 5 de desembre              |
| Amahl and the Night Visitors   | Gian Carlo Menotti      | Gianfranco Rivoli      |                   | Antonnino di Minno, Rena Garaziotti, Ezio di Giorgi, Giovanni Foiaini, Giuseppe Zecchilo |                  | 9 de desembre              |
| Un intervento notturno         | Giulio Viozzi           | Gianfranco Rivoli      |                   | |                  | 9 de desembre              |
| Una carta d'amor de lord Byron | Rafaello de Banfield    | Gianfranco Rivoli      |                   | Elena Todesehi |                  | 9 de desembre              |
| Turandot                       | Giacomo Puccini         | Bruno Rigacci          | Ricardo Moresco   | Lucilla Udovich, Luigi Ottolini, Dolores Pérez, Josep Simorra, Giovanni Foiani, Francesc Lázaro, Bartomeu Bardagí, Joan Rico                                                                                  |                  | 16, 19, 24 de desembre     |
| El príncep Ígor                | Aleksandr Borodín       | Kresimir Baranovic     | Josip Kulundzic   | Miroslav Čangalović | Òpera de Belgrad | 23 de desembre             |
| Khovànxtxina                   | Modest Mússorgski       | Kresimir Baranovic     | Josip Kulundzic   | Miroslav Čangalović, Ladko Korosek, Dusan Popovic, Bernabé Martí, Melanija Bugarinovic | Òpera de Belgrad | 28 de desembre             |
| Faust                          | Charles Gounod          |                        |                   | |                  | 31 de desembre al 6 gener  |
| Arabella                       | Richard Strauss         | Meinhard von Zallinger | Elisabeth Woehr   | Montserrat Caballé, Rudolf Knoll, Erna Maria Duske, Kurt Wehofschitz, Erik Winkelmann, Elfriede Wild, Joan Lloveras, Rafael Corominas, Eduard Soto, Helga Baller, Maya Mayska, Francesc Sant, Francesc Paulet |                  | 7 de gener                 |
| Les alegres comares de Windsor | Carl Otto Nicolai       | Siegfried Meik         | Elisabeth Woehr   | Erik Winkelmann, Kurt Rehm, Barbara Wittesberger, Kurt Wchofschitz |                  | 11 de gener                |
| Don Giovanni                   | Wolfgang Amadeus Mozart | Georges Sebastian      | Heinrich Altmann  | Gabriel Bacquier, Eduard Wollitz, Teresa Stich-Randall, Montserrat Caballé, Joan Oncina, Francesca Callao, Wolfram Zimmermann, Agustín Morales                                                                |                  | 18 de gener                |
| Der Freischütz                 | Carl Maria von Weber    | Georges Sebastian      | Elisabeth Woehr   | Traute Richter, Helge Baller, Ernst Gruber, Raimon Torres, Erik Winkelmann, Kurt Rehm |                  | 20 de gener                |
| Els mestres cantaires          | Richard Wagner          | Georges Sebastian      | Elisabeth Woehr   | Tomislav Neralic, Wolfram Zimmermann, Sebastian Feiersinger, Friedericke Sailer |                  | 28 de gener                |
| Lucia di Lammermoor            | Gaetano Donizetti       | Gianfranco Rivoli      |                   | Joan Sutherland, André Turp, Giuseppe Lamacchia, Aaron Cohen, Jaume Aragall, Maria Teresa Batlle |                  | 29 de gener                |
| El Retablo de Maese Pedro      | Manuel de Falla         | Rafael Ferrer          | Antoni Chic       | Maria Teresa Casabella, Josep Simorra, Francisco Lázaro |                  | 8 de maig                  |